# Ventolà (el Pont de Suert)
Ventolà és un poble de la comarca de l'Alta Ribagorça, del terme municipal del Pont de Suert, dins del seu terme originari. Consta de tres cases o focs (Ca d'Enrós, Ca de Mateva i Ca de Rosset) després de molts anys d'estar deshabitat, actualment s'hi viu en una casa, ja que la proximitat del Pont de Suert ha dut els de Ventolà a baixar-hi, tant per comoditat i millor comunicació, com per motius laborals.
El lloc es troba a 1.013,8 m. d'altitud, a la Serra de Ventolà, contrafort de Pla de Mont. Presideix aquest nucli l'església de sant Esteve, sufragània de Santa Maria del Pont de Suert. El poble és molt a prop i damunt del Pont de Suert, de manera que des del poble es pot apreciar una bona vista de la capital de la comarca. S'accedeix a Ventolà per una pista que hi ha a mà dreta, just en entrar a la part nova del Pont de Suert, venint des del sud.

## Etimologia
Segons Joan Coromines, Ventolà procedeix d'un adjectiu romànic, català antic, amb el significat d'enlairat, exposat al vent. Segons ell cal excloure d'altres hipòtesis formulades, que farien el topònim o bé d'origen iberobasc o germànic.

## Història
La primera documentació de Ventolà és del 967, quan el comte i marquès de Ribagorça Arnau I concedí a Lavaix la vil·la de Ventolano. Torna a ser esmentat el 1015, quan, amb motiu de la consagració dels altars de Lavaix, concedeixen al monestir tot de terres i vinyes a Ventolà.
En el Fogatge del 1553 hi consten 3 focs (unes 15 persones).
El 1960 encara tenia 52 habitants.
Cap al 1975 queda deshabitat i el seus veïns baixen a viure al Pont de Suert.
Des del 2010 torna a estar habitat amb 8 veïns. Al 2019 hi havia 5 habitants.

## Llocs d'interès
- Església de Sant Esteve de Ventolà